# ルガーLCP

## 概要
ルガーLCP（英語: Ruger LCP）は、アメリカのスターム・ルガー社が2008年から護身用として発売している自動拳銃である。
なお「LCP」とは、Lightweight Compact Pistol の頭文字を取ったもの。

## 特徴
LCPはその名の通り小型軽量を旨とし、フレームにガラス強化ナイロンを採用。
.380ACP弾が撃てる拳銃ではKel-Tec社製P-3ATと並び、最小の部類に入る。
小型化を達成するため、最終弾を撃ち終わった後でスライドを後退位置でロックする機構が省略されている。
グリップを握っただけでリコイルスプリングの下に搭載されたレーザーサイトが稼動するタイプのものも流通している。
また2016年には改良型のLCPⅡ、2021年にはダブルカラムマガジンを採用して装弾数を増やしたLCP Maxが発表されている。